# 한강 (1974년 영화)
"한강"은 한국에서 제작된 신상옥 감독의 1974년 영화이다. 장동휘 등이 주연으로 출연하였고 신태선 등이 제작에 참여하였다.

## 출연

### 주연
- 장동휘
- 최은희
- 최정민